# JJ Bola

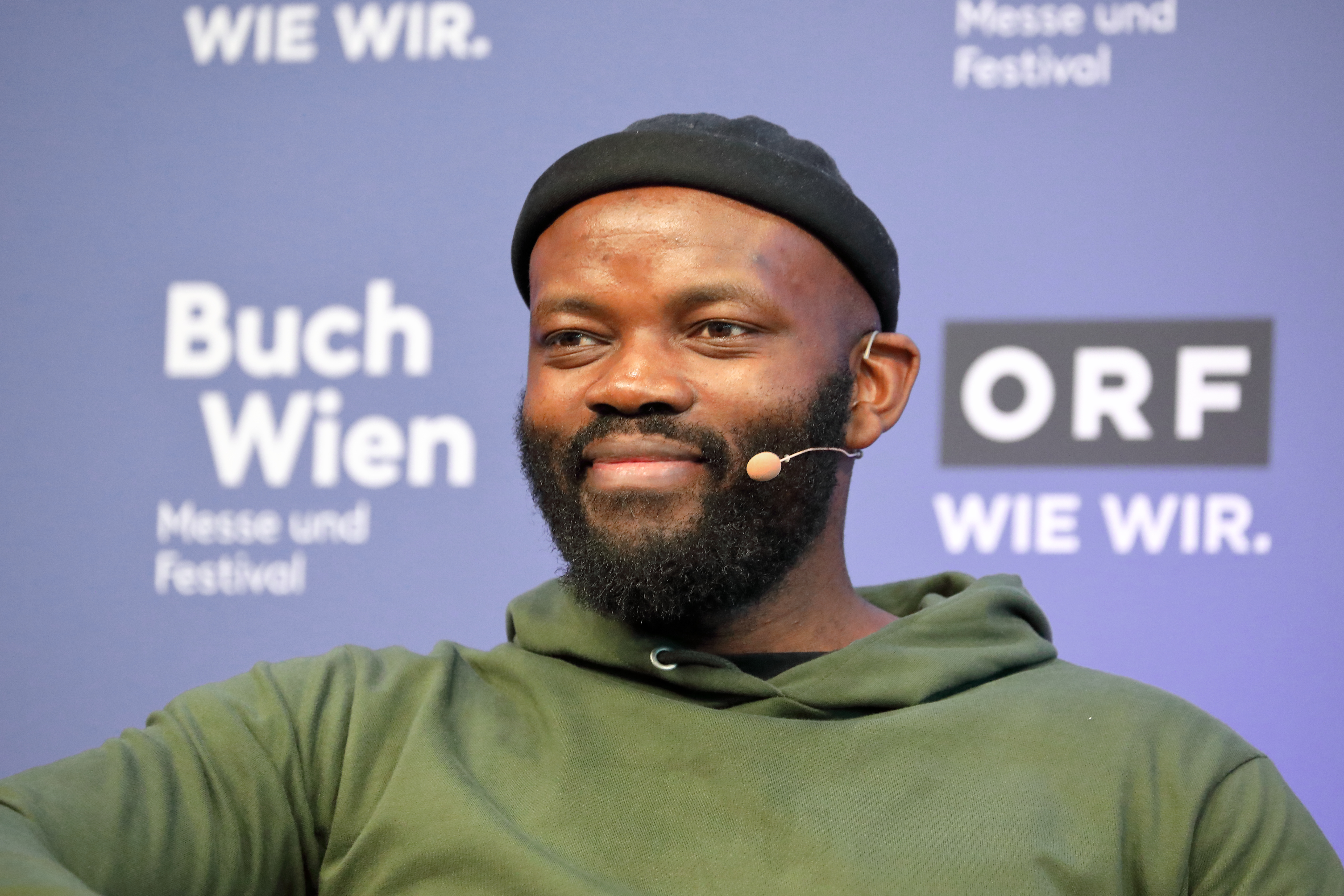
JJ Bola

JJ Bola (geboren 1986 in Kinshasa, Demokratische Republik Kongo) ist ein in London lebender Schriftsteller. Er veröffentlichte neben drei Lyrikbänden zwei Romane und das Sachbuch Sei kein Mann: Warum Männlichkeit ein Albtraum für Jungs ist  (englischer Titel Mask off. Masculinity Redefined), das 2020 auf Deutsch veröffentlicht wurde.

## Leben
JJ Bola wurde im Kongo geboren und kam dank diplomatischer Verbindungen seines Großvaters im Alter von sechs Jahren mit seinen Eltern und seinen fünf Brüdern nach London. Er wuchs in Camden auf. Als Teenager spielte er Basketball auf Landesebene. Gleichzeitig litt er an Depressionen. Schon als Jugendlicher schrieb er nach eigenen Angaben Tagebuch und Gedichte und setzte sich dabei mit tradierten männlichen Rollenbildern auseinander, da ihm auffiel, dass Männer aus dem Kongo oft zärtlicher und unbefangener miteinander umgehen (Hände halten, küssen) als andere. Nach einem Masterabschluss im Kreativem Schreiben an der Birkbeck University war er einige Jahre als Sozialarbeiter für Jugendliche mit psychischen Problemen tätig.  Er veröffentlichte danach drei Gedichtbände und den Roman No Place to Call Home. 2019 erschien sein erstes Sachbuch mit dem Titel Mask off. Masculinity Redefined.

## Buchveröffentlichung: „Sei kein Mann“
Während seiner Tätigkeit als Sozialarbeiter fiel Bola auf, dass männliche Jugendliche große Schwierigkeiten haben den hergebrachten Erwartungen an starke, harte Männlichkeit zu genügen und ihre Gefühle unterdrücken. Oft sei der Sport, der einzige gesellschaftlich akzeptierte Anlass für Männer zu weinen. Die Folge sei Drogen- oder Alkoholmissbrauch oder Gewalt. Männlichkeit könne zerstörerisch und toxisch sein, entweder durch Gewalt gegen Frauen und Femizide, zeige sich aber auch in der erhöhten Suizidrate bei Männern. In seinem Buch, das er als  „Aufforderung, das gesellschaftliche Konstrukt Männlichkeit“ aufzulösen meint,  plädiert Bola für mehr Offenheit den eigenen Emotionen gegenüber und dafür, dass auch Männer feministische Literatur lesen sollten oder Tagebuch schreiben. In Beziehungen mit Frauen sollten sie bereit sein, tradierte Männerrollen hinter sich zu lassen: „Hört auf damit, Sex immer nur mit Macht und Dominanz zu verbinden. Was könnt ihr als Mann emotional leisten? Liebe, Engagement, Empathie, die sind genauso wichtig, wie jeder finanzielle Beitrag in einer Beziehung.“

## Rezeption
Sei kein Mann sei  ein Buch, „das genauso gut für Erwachsene wie für Jugendliche funktioniert“, schrieb Schayan Riaz in der Berliner Zeitung. „Vielleicht ist es noch ein langer Weg, bis JJ Bolas Ideen ankommen. Bis Jungs und Männer es schaffen, ihre Masken abzusetzen. Sein Buch jedenfalls kann dabei eine wunderbare Hilfe sein.“

## Veröffentlichungen
- No Place to Call Home: Love, Loss, Belonging! Own It!, 2017.  ISBN 978-0-9954589-2-5
- Mask Off: Masculinity Redefined. Outspoken. Pluto, 2019. ISBN 978-0-7453-3874-3
- Sei kein Mann: Warum Männlichkeit ein Albtraum für Jungs ist. Übersetzt von Malcom Ohanwe. Hanser, 2020. ISBN 978-3-446-26798-5
- Weiter atmen, Roman. The selfless act of breathing, übersetzt von Katharina Martl, Kampa, Zürich 2022. ISBN 978-3-311-10043-0
- Kein Ort für ein Zuhause, Roman. No place to call home, übersetzt von Katharina Martl, Kampa, Zürich 2024. ISBN 978-3-311-70505-5

### Lyrik
- Elevate (2012)
- Daughter of the Sun (2014)
- Word (2015)
- Refuge (2018) – Sammelband aus Word, Daughter of the Sun and Elevate